# Lycosa nilotica
Lycosa nilotica là một loài nhện trong họ Lycosidae.
Loài này thuộc chi Lycosa. Lycosa nilotica được Jean Victor Audouin miêu tả năm 1826.